# Брайлян, Филипп Васильевич
Филипп Васильевич Брайлян (3 июля 1901 года, с. Трибусовка, Винницкий уезд, Подольская губерния — 30 июля 1974 года, Винница) — советский военный деятель, гвардии генерал-майор (15 сентября 1943 года).

## Начальная биография
Филипп Васильевич Брайлян родился 3 июля 1901 года в селе Трибусовка ныне Тульчинского района Винницкой области.

## Военная служба

### Довоенное время
15 августа 1922 года был призван в ряды РККА, после чего служил красноармейцем и палатным надзирателем во 2-м Харьковском военном госпитале. В сентябре 1923 года направлен на учёбу в Харьковскую объединённую школу червонных старшин имени ВУЦИК, после окончания которой 15 сентября 1926 года был назначен на должность командира взвода в составе 299-го стрелкового полка (100-я стрелковая дивизия, Украинский военный округ), а в мае 1928 года — на должность командира и политрука комендантского взвода штаба 100-й стрелковой дивизии. В ноябре 1929 года вернулся в 299-й стрелковый полк, дислоцированный в г. Белая Церковь, где служил на должностях командира учебного взвода и командира пулемётной роты. В мае 1932 года назначен на должность начальника 4-го отделения в штабе 100-й стрелковой дивизии (Киевский военный округ), дислоцированной в Бердичеве.
В феврале 1935 года капитан Ф. В. Брайлян переведён в штаб 8-го стрелкового корпуса, дислоцированного в Житомире, где служил на должностях начальника 2-й части, затем 4-го отделения. В период с февраля по июль 1937 года учился на курсах «Выстрел» и в сентябре назначен на должность помощника начальника 1-го отделения штаба 8-го стрелкового корпуса.
19 сентября 1938 года майор Ф. В. Брайлян назначен на должность старшего помощника начальника 1-го отделения 1-го отдела штаба Житомирской армейской группы, а в январе 1939 года — на должность командира 286-го стрелкового полка в составе 96-й стрелковой дивизии, после чего принимал участие в ходе похода Красной армии в Западную Украину и похода в Бессарабию, после чего в декабре 1940 года полк был передислоцирован в м. Визница (Черновицкая область).

### Великая Отечественная война
С началом полк в составе 96-й горнострелковой дивизии удерживал государственную границу в районе населённого пункта Селетин юго-западнее Черновцов, откуда начал отход 1 июля по направлению Каменец-Подольска и далее — по направлению на Вапнярка и Тростянец и с конца июля вёл оборонительные боевые действия севернее города Николаев, где в середине августа полк попал в окружение и после перегруппировки принимал участие в занятии станцией Грейково, обеспечив выход из окружения 18-й и 9-й армиям.
9 сентября 1941 года подполковник Ф. В. Брайлян назначен на должность командира 349-й стрелковой дивизии, формировавшейся Астрахани и в конце октября включённой в состав 57-й армии. С 18 января 1942 года дивизия принимала участие в Барвенково-Лозовской наступательной операции, в ходе которой продвинулась вперед на 90 километров, после чего она перешла к обороне. 28 апреля 1942 года полковник Ф. В. Брайлян был тяжело контужен и госпитализирован. В ноябре комиссован, после чего находился в распоряжении Главного управления кадров НКО.
20 февраля 1943 года назначен на должность командира 34-й гвардейской стрелковой дивизии, которая принимала участие в ходе боевых действий на реке Миус и затем в Донбасской и Мелитопольской наступательных операциях, битве за Днепр и освобождении Правобережной Украины. 17 апреля 1944 года дивизия вышла к реке Десна, где захватила плацдарм, который удерживала его до её смены 5-й ударной армией.
28 мая 1944 года гвардии генерал-майор Ф. В. Брайлян убыл в госпиталь по болезни и по выздоровлении в июле назначен на должность начальника Курсов усовершенствования офицеров пехоты в Харьковском военном округе.

### Послевоенная карьера
После окончания войны находился на прежней должности. 21 августа 1945 года курсы были передислоцированы в Киевский военный округ.
В марте 1946 года направлен на учёбу на Высшие академические курсы при Высшей военной академии имени К. Е. Ворошилова, после окончания которых в марте 1947 года назначен на должность начальника Прикарпатских курсов усовершенствования офицеров пехоты Советской армии, а в декабре 1956 года — на должность начальника Львовских межокружных курсов усовершенствования и переподготовки офицерского состава.
Генерал-майор Филипп Васильевич Брайлян 11 сентября 1957 года вышел в отставку. Умер 30 июля 1974 года в Виннице.

## Награды
- Орден Ленина (06.11.1947);
- Четыре ордена Красного Знамени (22.08.1943, 26.10.1943, 03.11.1944, 03.11.1953);
- Орден Кутузова 2 степени (17.09.1943);
- Орден Отечественной войны 1 степени (02.03.1944);
- Медали.